# Iłża
Iłża (udtale: [ˈiu̯ʐa])   er en by der ligger i det østlige, centrale Polen, i den østlige centrale del af voivodskabet Masovien (Województwo mazowieckie) og har 4.478(2021) indbyggere og et areal på 15,83 km². Den er en del af powiatet (amt) Radom. Byen ligger i den historiske region Lillepolen, og fra dens grundlæggelse indtil 1795 var den en del af Lillepolens Sandomierz Voivodeskab. Iłża ligger i Małopolska højland, ved Iłżanka-floden, 30 km syd for Radom.

## Historie
Byens historie går tilbage til den tidlige middelalder, da den var en vestslavisk gord. Fra det 12. århundrede til 1789, tilhørte Iłża den katolske Krakows biskopper. Bosættelsen blev to gange ødelagt af det mongolerne (1241, 1260) under Den Gyldne Hordes  invasion af Polen. Omkring 1294 modtog den Magdeburg-rettigheder. I 1340 blev her bygget et stenslot af biskop Jan Grot, som blev udvidet i det 15. og 16. århundrede. I det 16. århundrede blev Iłża berømt for sine keramikere og andre håndværkere. Byen trivedes sammen med hele Den polsk-litauiske realunion. Det var bekvemt placeret på en handelsrute fra Polens hjerteland til   flodhavnene  ved Wisła: Solec nad Wisłą, Zawichost og Sandomierz.